# Platzsperre
Bei einer Platzsperre handelt es sich um die Sperrung eines Sportplatzes. Vor allem im Fußball ist dieser Begriff gebräuchlich. Eine solche Platzsperre kann als Ordnungsstrafe meist gegen Vereine verhängt werden. Aber auch aus Witterungsgründen kann ein Spielfeld gesperrt werden.

## Platzsperre als Ordnungsstrafe
Ein Platz kann auch durch den austragenden Verband gesperrt werden, was einer Ordnungsstrafe gleichkommt.
Dem betroffenen Verein ist es verboten, offizielle Spiele auf dem eigenen Platz auszutragen. Die Platzsperre wird als besonders harte Ordnungsstrafe vom jeweiligen Verband ausgesprochen, wenn der betroffene Verein die Sicherheit insbesondere von Schiedsrichter und Gastmannschaft nicht ausreichend sicherstellen konnte. Z. B. kann eine Platzsperre verhängt werden, wenn Spieler oder Schiedsrichter von aus den Zuschauerrängen auf den Platz geworfenen Gegenständen getroffen werden.
Der Verein, gegen den diese Strafe ausgesprochen wurde, muss eines oder mehrere Heimspiele auf neutralem Platz und evtl. unter Ausschluss der Öffentlichkeit (ähnlich wie bei einem Geisterspiel) austragen. Durch meist geringere oder in Kombination mit einem Geisterspiel ganz ausbleibende Zuschauereinnahmen sowie zusätzliche Reisekosten kann dem Verein somit ein hoher finanzieller Schaden entstehen. Außerdem geht der oftmals wichtige Heimvorteil verloren.

## Platzsperre aus Witterungsgründen
Am häufigsten wird ein Platz gesperrt, wenn der Platz (im Winter) vereist oder durch starke Regenfälle durchnässt und damit unbespielbar ist. Bei letzterem spielt auch die Gesundheit der Spieler eine Rolle, da sie auf dem durchnässten Rasen einem größeren Verletzungsrisiko ausgesetzt sind. Auch kann er durch den Platzwart gesperrt werden, wenn der Rasen eine Behandlung bekommt oder kurz zuvor ausgetauscht wurde, um das Anwachsen des Rasens zu ermöglichen.

## Beispiele
Manchester United wurde in seiner Geschichte zweimal mit einer Platzsperre bedacht: 1971 musste der Verein ein Ligaheimspiel gegen Arsenal an der Liverpooler Anfield Road austragen, nachdem Fans im Old Trafford ein Messer auf den Platz geworfen hatten. 1977 spielte United nach Ausschreitungen seiner Fans beim Hinspiel in Saint-Étienne sein Europapokal-Viertelfinalrückspiel im Home Park von Plymouth, dem damit die Ehre zuteil kam, Gastgeber eines Europapokalspiels geworden zu sein, ohne jemals ein Erstligaheimspiel ausgetragen zu haben.
1986 erteilte die UEFA dem 1. FC Köln eine Platzsperre für sein UEFA-Pokal-Finalrückspiel gegen Real Madrid. Grund waren Ausschreitungen Kölner Fans beim Halbfinalrückspiel gegen den KSV Waregem in Kortrijk. Das Spiel wurde letztendlich im Berliner Olympiastadion ausgetragen.
Am 19. November 1988 wurde der Gladbacher Christian Hochstätter bei der Partie in Karlsruhe von einem Feuerzeug am Kopf getroffen und musste ausgewechselt werden. Das 3:1 des KSC wurde aufgehoben, die Wiederholung endete am 23. Februar 1989 2:2. Der KSC musste das Heimspiel gegen Hannover 96 am 18. Februar 1989 im Heilbronner Frankenstadion austragen.
Kurz vor Saisonende der gleichen Spielzeit in der 2. Bundesliga wurde eine identische Strafe gegen den FC Schalke 04 ausgesprochen. Grund hierfür war ein Tritt eines Fans gegen Schiedsrichter Michael Prengel während eines Platzsturms beim Spiel Schalke 04 gegen den SV Darmstadt 98. Nachdem der DFB Lüdenscheid als Austragungsort abgelehnt hatte, trug Schalke seine Heimpartie am 23. Mai 1989 gegen Fortuna Köln im Niedersachsenstadion zu Hannover aus. Sponsor Müller-Milch stellte damals kostenlos Reisebusse für die Schalker Anhänger zur Verfügung.
1991 erhielt Ajax Amsterdam von der UEFA eine Drei-Spiele-Platzsperre, nachdem beim Spiel gegen den FK Austria Wien im De Meer Stadion eine Eisenstange auf den Austria-Torwart Franz Wohlfahrt geflogen war. Für die ersten drei Heimspiele im UEFA-Pokal 1991/92 wich Ajax über die Landesgrenze hinweg ins Düsseldorfer Rheinstadion aus, was zu dem bizarren Umstand führte, dass die Niederländer ihr Heimspiel gegen den FC Rot-Weiß Erfurt in Deutschland austrugen.
Aufgrund von Fanausschreitungen beim Heimspiel des Bundesligaaufsteigers Hansa Rostock gegen den FC St. Pauli im September 1995 belegte der DFB die Ostseestädter mit einer Platzsperre. Hansa durfte die Heimpartie am 28. Oktober 1995 gegen Eintracht Frankfurt nicht im Ostseestadion austragen und wich deshalb ins Berliner Olympiastadion aus. In der Rostocker Vereinshistorie erwies sich diese Strafe jedoch als ein Höhepunkt. In Berlin strömten 58.492 Zuschauer zum „Heimspiel“ der Kicker aus Mecklenburg. Bis heute stellt dies den Zuschauerrekord für Hansa.
Die türkische Fußballnationalmannschaft wurde im Jahr 2006 aufgrund der Vorkommnisse beim Fußballländerspiel Türkei – Schweiz 2005 mit einer Platzsperre von sechs Spielen (einige davon zusätzlich als Geisterspiel) und einer Geldstrafe belegt.
In Brasilien wurde gegen den Coritiba FC eine Platzsperre von 30 Spielen und eine Geldstrafe in Höhe von umgerechnet 240.000 Euro verhängt, nachdem es beim Meisterschaftsspiel am 6. Dezember 2009 gegen Fluminense Rio de Janeiro zu schweren Ausschreitungen gekommen war.
Infolge des Becherwurfs beim Spiel FC St. Pauli gegen Schalke 04 in der Saison 2010/2011 verurteilte der DFB die Hamburger zu einem Spiel Platzsperre. Um eine Wettbewerbsverzerrung im Abstiegskampf zu verhindern, erklärte sich der Verband jedoch bereit, die Strafe bis zur kommenden Saison aufzuschieben. Nach dem Abstieg aus der Bundesliga trug St. Pauli im Juli 2011 sein erstes Zweitligaheimspiel gegen den FC Ingolstadt 04 am 16. Juli 2011 in Lübeck aus.